# Cribrochalina compressa
Cribrochalina compressa är en svampdjursart som först beskrevs av Carter 1883.  Cribrochalina compressa ingår i släktet Cribrochalina och familjen Niphatidae. Inga underarter finns listade i Catalogue of Life.